# Guvernul Petru Pascari (2)
Guvernul Petru Pascari (2) este un cabinet de miniștri care a guvernat RSS Moldovenească în perioada 10 ianuarie - 24 mai 1990.

## Componența cabinetului
- Președintele Sovietului de Miniștri

Petru Pascari (10 ianuarie - 24 mai 1990)
- Ministrul afacerilor externe

Petru Comendant (10 ianuarie - 24 mai 1990)
- Ministrul afacerilor interne

General-maior Vladimir Voronin (10 ianuarie - 24 mai 1990)
- Ministrul securității naționale (președinte al Comitetului pentru Securitatea Statului)

General Gheorghe Lavranciuc (10 ianuarie - 24 mai 1990)
- Ministrul transporturilor și gospodăriei drumurilor al RSS Moldovenești

Vladislav Semionov (10 ianuarie - 24 mai 1990)